# Cordilheira do Ladaque
A cordilheira do Ladaque é uma cadeia de montanhas situada na parte oriental da região homónima, no norte da Índia. Constitui a extremidade sudeste do Caracórum. A cordilheira Pangong (ou Pang-Gong) é uma subcordilheira da do Ladaque.
Orientada a noroeste-sudeste, estende-se ao longo da margem direita (norte) do rio Indo, até à área da confluência do rio Hanle, a sul do lago Pangong, a cerca de 250 km de Lé, onde o Indo a atravessa num grande desfiladeiro. Ao longo da margem esquerda do Indo, no mesmo percurso, estende-se a parte sudeste da cordilheira de Zanskar.
A extremidade ocidental da cordilheira de Pangong, que se ergue na margem sul do lado homónimo, corre paralela à do Ladaque durante cerca 100 km. Prolonga-se para leste, entrando no Tibete, onde tem continuidade na cordilheira do Kailash.
Os cumes da cordilheira do Ladaque propriamente dita têm em média cerca de 6 000 metros de altitude. A subcordilheira de Pangong é mais alta, com cumes com mais de 6 700 metros. Dois dos passos de montanha transitáveis por veículos automóveis mais altos do mundo situam-se na cordilheira do Ladaque: o Khardung La (5 359 m) e o Chang La (5 425 m).